# Usine de mitrailleuses de Kovrov
Pendant la Première Guerre mondiale, une usine de fabrication  de mitrailleuses fut construite à Kovrov pour le complexe militaro-industriel russe. 
Nationalisée en 1919, elle fut développée par le régime soviétique et fabriqua en masse le pistolet mitrailleur PPSh-41 pendant la Seconde Guerre mondiale, et d'autres armes automatiques. L'URSS la baptisa ensuite ZiD (initiales en langue russe pour Usine Degtiarev). Elle fut rebaptisée depuis la fin de la guerre froide Usine de construction mécanique de Kovrov (KMP) ou l'usine Degtiarev de Kovrov mais la nature de sa production reste inchangée. 
Elle emploie, en 2001 et 2002, 3 000 personnes et produit entre autres des mitrailleuses Kalachnikov, des lance-roquettes RPG-7, des missiles antichars, des pistolets-mitrailleurs Kashtan AEK-919K et AEK-971.